# 郎靜山
郎靜山（1892年8月4日—1995年4月13日），原名國棟，筆名靜山，號桐雲書屋主人，別署颐叟，男，祖籍浙江蘭溪，生于江蘇淮安，中華民國攝影家。

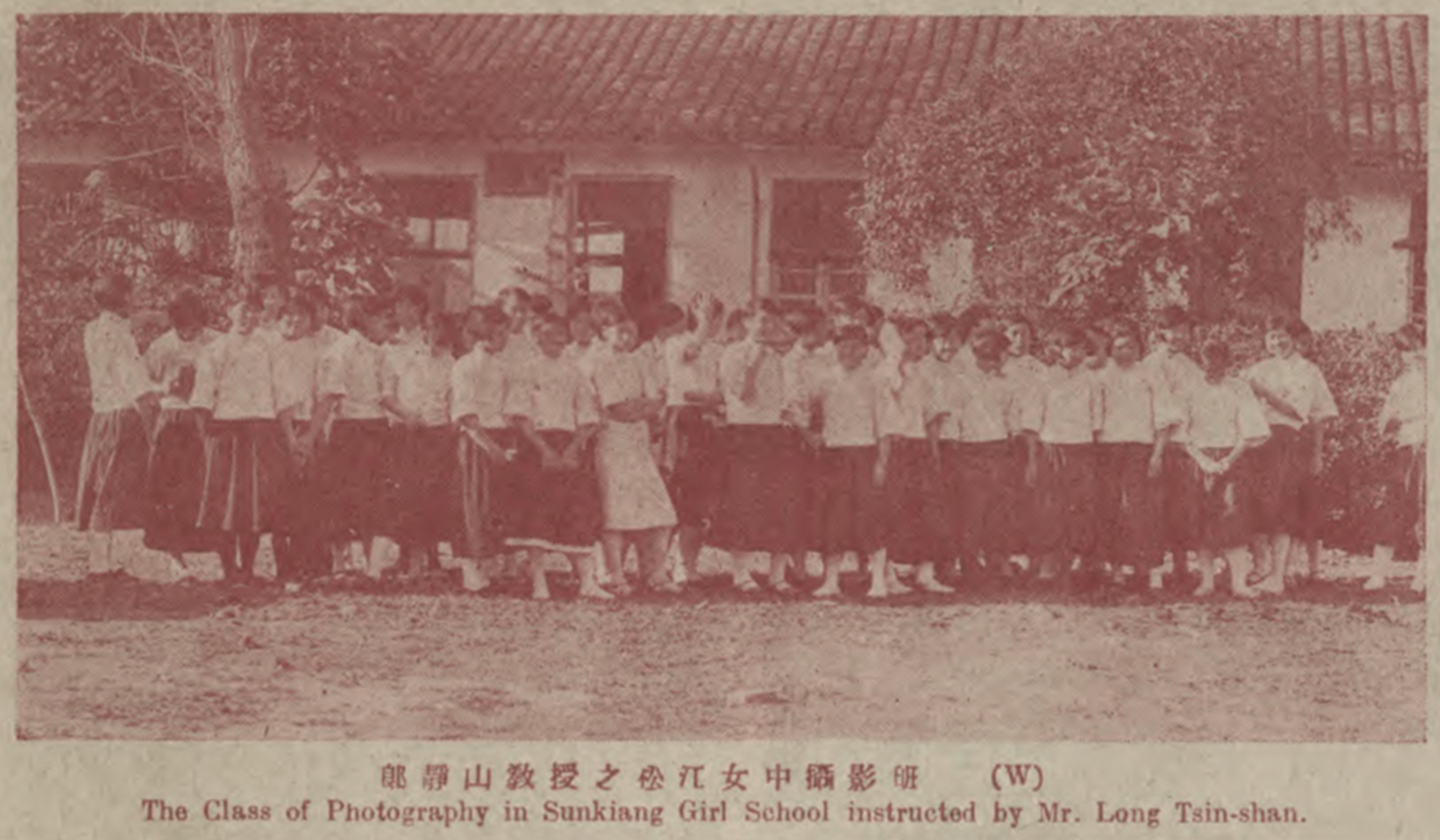
郎靜山敎授之松江女中攝影班

## 生平
1892年8月4日，郎靜山出生於江蘇淮安淮陰清江浦。他的父親郎錦堂當時是一位軍人。
郎靜山自幼即喜愛中國書畫，並在12歲時於上海南洋中學師從李靖蘭，習得攝影原理及沖洗與曬印技術。
1911年，他進入《申報》報社擔任廣告業務工作並以攝影為消遣。
1926年，他進入上海《時報》擔任攝影記者，成為中國新聞界早期專業攝影記者之一。
1931年，他在上海開設「靜山攝影室」，專門從事人像與廣告攝影；同年，他與黃仲長、徐組蔭合組「三友影會」，以將中國攝影作品送入國際沙龍場合，藉此提昇中國攝影界在國際藝壇的地位，同時透過攝影作品為中國改善其國際形象；該年，他以攝影作品《柳絲下的搖船女》（又稱《柳蔭輕舟》）入選日本國際攝影沙龍。
1934年，他以個人第一件「集錦攝影」作品《春樹奇峰》入選英國攝影沙龍，並於其後逐漸在國際沙龍嶄露頭角。
1937年，他因七七事變爆發舉家遷往大後方（四川），並往來於上海、昆明與重慶之間，一面從事新聞採訪、一面研究集錦攝影與創作。
1949年夏，郎靜山應美國新聞處邀請到臺灣參加影展並定居當地；當時，他僅自大陸攜帶一千張以上底片。
1950年，他在臺北夥同來自上海、南京、廣州、北京等地的攝影同好成立中國文藝協會，並擔任主任委員。此外，他也在中國攝影學會於1953年3月25日正式宣布在臺復會後擔任理事長至1991年。
1951年，他發表《煙波搖艇》；在該作品中，他以中國黃山、香港搖艇、臺灣蘆葦為材料，綜合三地風景構築心目中的中國山河，這成為他日後的創作模式之一。
1955年，郎靜山在中華民國教育部中華教育電影製片廠復廠於板橋鎮後擔任第一屆廠長。
1959年起，郎靜山在中國文藝協會擔任文藝獎評審委員。
1960年，於巴黎與曼雷(Man Ray)第一次會面。
1966年，郎靜山發起成立「亞洲影藝聯盟」（The Federation of Asian Photographic Art）。
1981年，於法國國家圖書館展出個展，並出席第一屆阿爾國際攝影節。
1983年，於法國土魯斯水之堡國家博物館展覽並收藏其作品。
1990年，由中國攝影家協會、中國當代攝影學會、中國攝影家協會上海分會共同主辦“郎靜山影藝學術研討會”於上海召開。“國立歷史博物館”舉行“郎靜山百齡回顧展”出版《郎靜山百齡嵩壽攝影回顧展》。中國攝影出版社出版《攝影大師郎靜山作品集》。7月17日於聯合報發表《攝影生活七十年》。
1995年4月13日在台北市逝世，享嵩壽103歲，葬於新北市樹林區淨律寺樂山公墓。

## 作品分類
郎靜山的作品大致可分為寫實攝影、紙底作品、集錦作品、人像攝影、女性裸體作品及現代攝影作品六大類。

## 語錄
- 「我主張在技巧上，應吸收西方科學文明，使照相不再是件難事；但要談到藝術視界，無論取景或色調，我都認為應多研究國畫中蘊含的旨趣。」[5]

## 家庭
郎靜山曾結婚四次，夫人雷佩芝、楊惠亞等，並育有子女15人。
- 長女 郎毓瑛
- 長男 郎毓祥
- 次女 郎毓秀（1918年－2012年，女高音歌唱家）
- 次男 郎毓瑞
- 三女 郎毓賢
- 三男 郎毓俊
- 四女 郎毓傑
- 五女 郎毓敏
- 四男 郎毓彥
- 五男 郎毓質（早夭）
- 六男 郎毓德
- 么女 郎毓文
- 么男 郎毓彬
- （尚有兩人早夭）